# Locqueltas
 Locqueltas  (en bretón Lokeltaz) es una población y comuna francesa, situada en la región de Bretaña, departamento de Morbihan, en el distrito de Vannes y cantón de Grand-Champ.

## Demografía
| 733 | 744 | 745 | 1056 | 1128 | 1215 |
| Para los censos de 1962 a 1999 la población legal corresponde a la población sin duplicidades (Fuente: INSEE [Consultar]) |     |     |      |      |      |